# Девин, Илья Максимович
Илья́ Макси́мович Де́вин (20 июля 1922 — 13 ноября 1998) — мокшанский писатель, поэт и прозаик. Родился в селе Старая Теризморга, ныне входящем в состав Старошайговского района Мордовии. Участник Великой Отечественной войны.
Автор поэм «Инженеронь сёрмат» («Письма инженера»), «Поэма цёразень колга» («Поэма о сыне»), «Сембода сенем морясь» («Самое синее море»), романа «Нардише» («Трава-мурава»), сборников прозаических произведений «Цебярь вайме» («Добрая душа»), «Аф аньцек кядьса» («Не только руками»), «Коса келунь шачеманяц…» («Где родилась берёза…»), нескольких поэтических сборников и др.
Народный (1985 год), заслуженный (1972 год) поэт Мордовской АССР, лауреат Государственной премии Республики Мордовия. Член союза писателей России с 1949 года, председатель правления Союза писателей Мордовской АССР в 1971—1984 годах. Депутат Верховного Совета Мордовской АССР, делегат 26-го съезда КПСС.
Награды: орден Трудового Красного Знамени, орден Красной Звезды, орден Дружбы народов, медали.